# Tom Lees
Thomas James "Tom" Lees (Warwick, 28 november 1990) is een Engels voetballer die bij voorkeur als centrale verdediger speelt. Hij tekende in juli 2014 een driejarig contract bij Sheffield Wednesday, dat een niet bekendgemaakt bedrag voor hem betaalde aan Leeds United.

## Clubcarrière

### Uitleenbeurten
Lees sloot zich op achtjarige leeftijd aan bij Leeds United. In januari 2009 tekende hij zijn eerste profcontract. Op 1 september 2009 werd hij voor één seizoen uitgeleend aan Accrington Stanley. Op dezelfde dag nog debuteerde hij voor Accrington Stanley in de Football League Trophy tegen Oldham Athletic. Hij speelde in totaal 39 competitiewedstrijden voor Accrington Stanley en 45 wedstrijden in alle competities samen. Op 3 augustus 2010 werd hij zes maanden uitgeleend aan Bury. Op 30 december 2010 werd zijn contract verlengd tot het einde van het seizoen.

### Leeds United
Lees debuteerde voor Leeds United tegen Bradford City in augustus 2011. Hij maakte zijn competitiedebuut voor Leeds op 13 augustus 2011 tegen Middlesbrough. Leeds verloor die wedstrijd met 1-0. In zijn tweede wedstrijd scoorde hij een eigen doelpunt tegen Hull City. Op 30 september 2011 verlengde hij zijn contract tot medio 2015. Hij scoorde zijn enige competitiedoelpunt tijdens het seizoen 2012-2013 tegen Blackpool. Hij scoorde ook in de League Cup tegen Oxford United.

## Interlandcarrière
Tijdens de zomer van 2006 kreeg Lees samen met enkele andere talentvolle jongeren van Leeds United, waaronder onder meer Danny Rose, een uitnodiging voor Engeland -16. Op 10 september 2012 debuteerde hij voor Engeland -21 tegen Noorwegen -21. Hij viel na 77 minuten in voor doelpuntenmaker Connor Wickham. Na de wedstrijd noemde bondscoach Stuart Pearce Lees een 'no-nonsense lad and no-nonsense player.'